# Schönenberg, Lörrach
Schönenberg, Lörrach là một đô thị trong huyện Lörrach bang Baden-Württemberg thuộc nước Đức. Đô thị Schönenberg, Lörrach có diện tích 7,43 km², dân số là 348 người (31/12/2006).